# NSW Tennis Centre
Das NSW Tennis Centre (New South Wales Tennis Centre, inzwischen Sydney Olympic Park Tennis Centre) ist ein Tenniszentrum in Sydney, Australien. Es war die Austragungsstätte der Tenniswettbewerbe bei den Olympischen Sommerspielen und den Sommer-Paralympics 2000. In den Folgejahren fand dort das Sydney International statt, ein Turnier der WTA Tour bei den Damen (bis 2019) sowie der ATP World Tour bei den Herren (bis 2022). Es wird jedoch auch nach der Einstellung dieser Turniere weiterhin für Spiele des United Cup genutzt, ferner von mehreren professionellen Netball-Teams.
Der Hauptplatz hat eine Kapazität von 10.500 Plätzen und ist nach Ken Rosewall einem ehemaligen australischen Tennisspieler benannt. 2019 soll die Anlage für 50,5 Millionen AU$ modernisiert werden. Für die Ken-Rosewall-Arena ist eine Dachkonstruktion vorgesehen.

## Bilder

NSW Tennis Centre
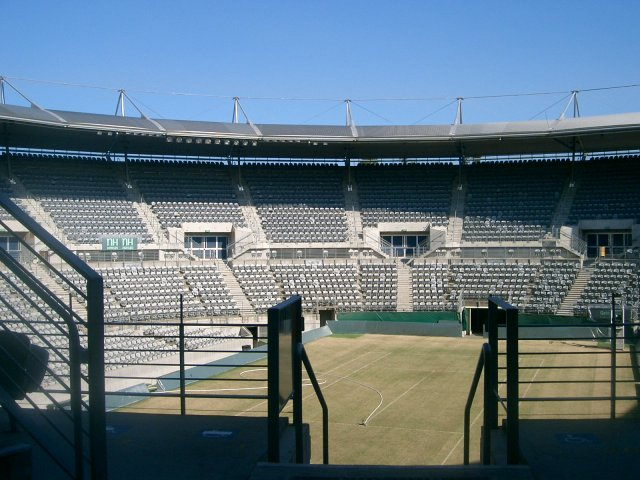
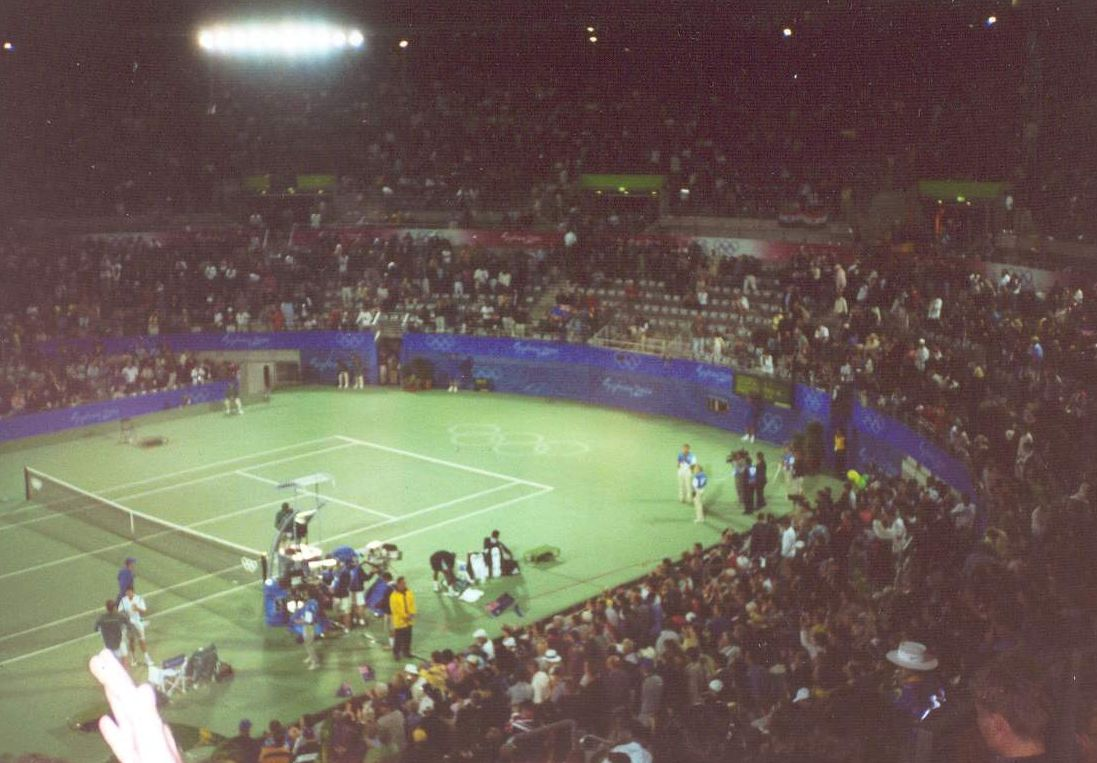
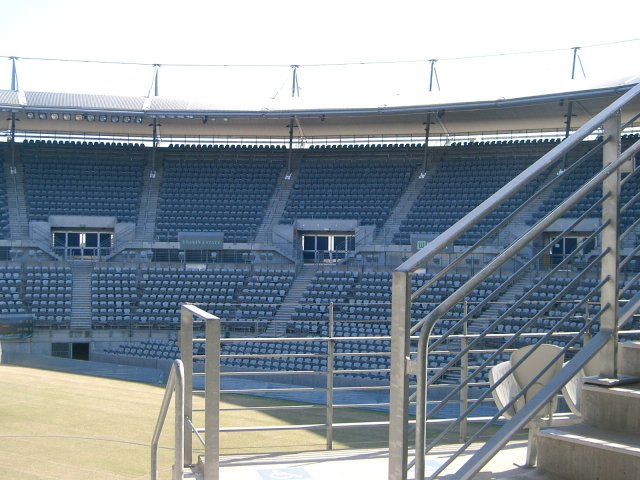
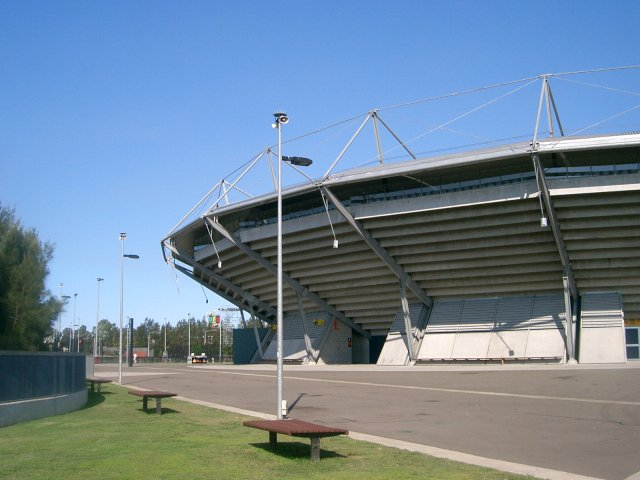
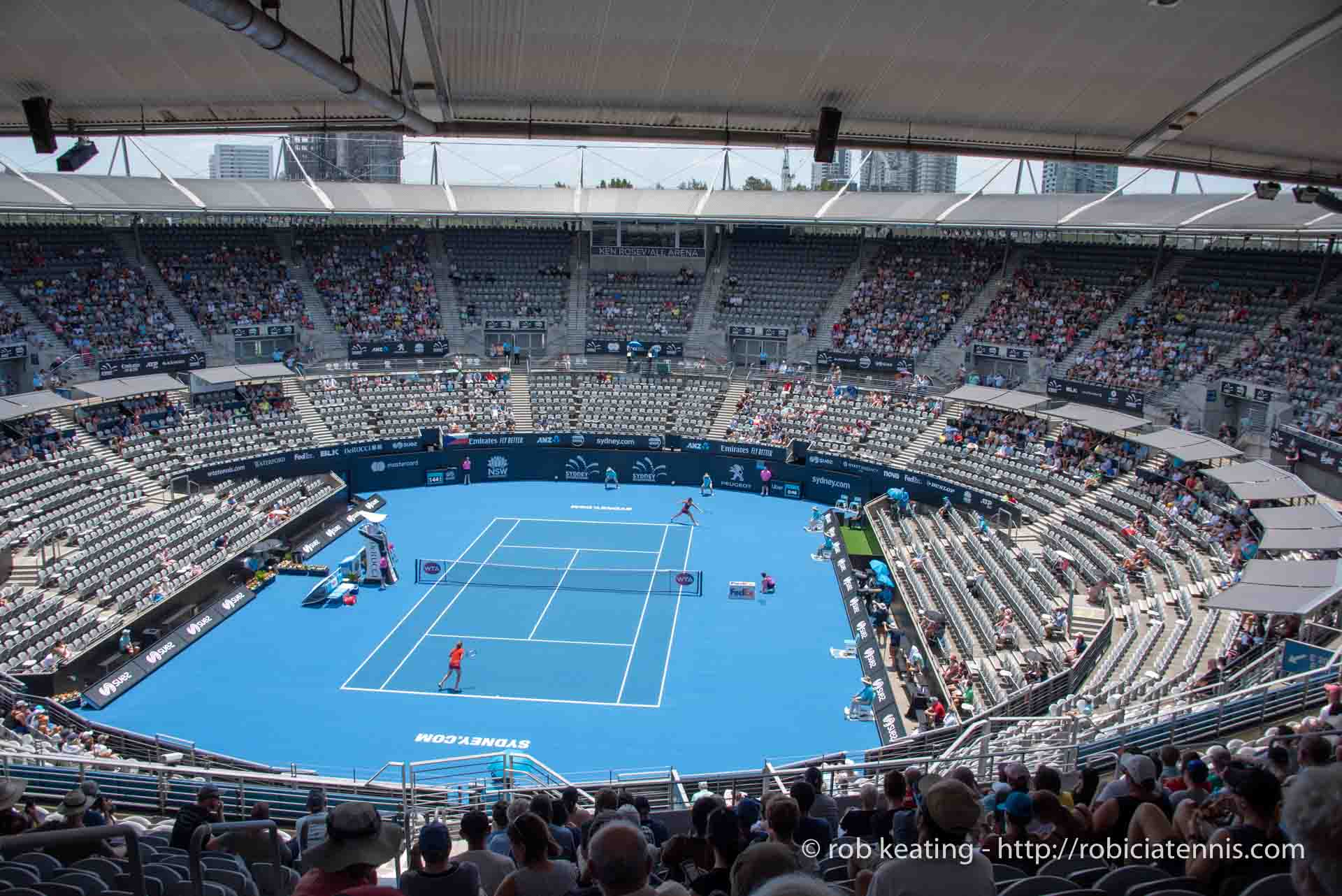